# Ханлонтаун (Ајова)
Ханлонтаун (енгл. Hanlontown) град је у америчкој савезној држави Ајова. По попису становништва из 2010. у њему је живело 226 становника.

## Демографија
Према попису становништва из 2010. у граду је живело 226 становника, што је -3 (-1.3%) становника више него 2000. године.
| Група             | 2000.       | 2010.       |
| Белци             | 215 (93,9%) | 210 (92,9%) |
| Афроамериканци    | 1 (0,4%)    | 2 (0,9%)    |
| Азијати           | 2 (0,9%)    | 1 (0,4%)    |
| Хиспаноамериканци | 10 (4,4%)   | 11 (4,9%)   |
| Укупно            | 229         | 226         |